# Gare de Varennes-sur-Allier
Gare de Varennes-sur-Allier vasútállomás Franciaországban, Varennes-sur-Allier településen.

## Vasútvonalak
Az állomást az alábbi vasútvonalak érintik:
- Moret–Lyon-vasútvonal

## Kapcsolódó állomások
A vasútállomáshoz az alábbi állomások vannak a legközelebb:
- Gare de Bessay-sur-Allier (Gare de Moret - Veneux-les-Sablons)
- Gare de Saint-Germain-des-Fossés (Lyon-Perrache pályaudvar)
- Gare de Paray-le-Monial